# Boloria juldussica
Boloria juldussica är en fjärilsart som beskrevs av Wagner 1913. Boloria juldussica ingår i släktet Boloria och familjen praktfjärilar. Inga underarter finns listade i Catalogue of Life.